# Nicolás Rey y Redondo
Nicolás Rey y Redondo (1er février 1834, Burgos - 5 septembre 1917, San Cristóbal de la Laguna, Tenerife) était un ecclésiastique espagnol, le cinquième évêque du diocèse de San Cristóbal de La Laguna.

## Épiscopat
Nicolás a pris possession de l'évêché de Tenerife par décret du 5 février 1894 de la reine Victoire-Eugénie de Battenberg, bien que cette nomination devait être confirmée par le pape Léon XIII, qui l'a confirmée le 21 mai de la même année. Rey y Redondo a reçu la consécration épiscopale le 8 septembre de cette année et le 9 novembre, il est arrivé au diocèse.
Il a été le promoteur de la construction de la nouvelle cathédrale de San Cristóbal de La Laguna, consacrée le 6 septembre 1913. Au total, il a ordonné 44 prêtres diocésains. Il mourut à San Cristóbal de La Laguna le 5 septembre 1917 et fut enterré dans la chapelle de l'Immaculée Conception de la cathédrale de La Laguna.